# Shanes Verden
Shanes verden er en børnetv-serie  på DR1, med værten Shane Brox.